# Чхеїдзе Темур Нодарович
Тему́р Нода́рович Чхеї́дзе (груз. თემურ ნოდარის ძე ჩხეიძე; (18 листопада 1943 , Тбілісі  — 5 червня 2022 ) — радянський, грузинський і російський театральний режисер, актор. Народний артист Грузинської РСР (1981). Народний артист Російської Федерації (1994) . Лауреат Ленінської премії (1986).

## Життєпис
Навчався у Тбіліському театральному інституті імені Шота Руставелі у майстерні Дмитра Алексідзе. Після закінчення інституту з 1965 року працював режисером Драматичного театру в Зугдіді (до 1967 року). Потім, у 1967—1970 роках, працював у Тбіліському театрі юного глядача, з 1970 по 1980 рік у Театрі імені Шота Руставелі.
З 1991 року тісно співпрацював із Великим драматичним театром ім. Г. О. Товстоногова, але довгий час відмовлявся від посади головного режисера. Згодом Чхеїдзе з цього приводу говорив: «Я знав: що тут не зроби — це буде гірше, ніж за часів Товстоногова. Але його немає, і взагалі товстоногови народжуються дуже рідко. А життя йде, і я, захоплюючись тим театром, що був колись, не ставлю так, як Товстоногов». Проте в 2004 році Чхеїдзе поступився багаторічним умовлянням художнього керівника театру Кирила Лаврова і був призначений головним режисером БДТ. Після смерті Лаврова в 2007 став художнім керівником театру.
З часом критики почали писали про застій у Великому драматичному, і 19 лютого 2013 року Темур Чхеїдзе подав у відставку. Причини своєї відставки він пояснив на прес-конференції 4 березня: «Зараз, мабуть, настав час, коли БДТ потрібні зміни, на які я особисто не можу піти. Багато хто називає мене ретроградом, але це був мій принциповий шлях — зберігати спадщину Товстоногова. Переконаний, що пройдуть неповні десять років, і класика знову знадобиться російському театру. Один юнак сказав мені, що мої вистави сприймаються як анахронізм. Я вдячний йому за чесність».
Помер 5 червня 2022 року.

## Постановки опер
У Маріїнському театрі :
- 1996 — «Гравець» Сергія Прокоф'єва (Національна премія «Золота маска» у номінації «Найкраща оперна вистава»)
- 1998 — «Дон Карлос» Джузеппе Верді та «Летючий голландець» Ріхарда Вагнера
- 1999 — «Скупий лицар» Сергія Рахманінова та «Моцарт і Сальєрі» Миколи Римського-Корсакова[6]

У 2004 році у Большому театрі поставив оперу «Леді Макбет Мценського повіту» Дмитра Шостаковича. Здійснив постановки опер російських композиторів там: «Гравець» Сергія Прокоф'єва в Ла Скала 1991 року й у Метрополитен-опері 2001 року; «Цареву наречену» Миколи Римського-Корсакова в оперних театрах Франції в Парижі та Бордо в 2004 році.

## Нагороди
- Орден Пошани (14 лютого 2009 року) — за великий внесок у розвиток вітчизняного театрального мистецтва та багаторічну творчу діяльність[7]
- Народний артист Російської Федерації (12 лютого 1994 року) — за великі заслуги в галузі театрального мистецтва[1]
- Президентський орден Досконалості (2018, Грузія)[8]
- Народний артист Грузинської РСР (1981)
- Ленінська премія (1986)
- Нагрудний знак Міністерства культури РФ «За внесок у російську культуру» (29 березня 2013 року)[9]